# Johann Frederik Eijkmann
Johann Frederik Eijkmann (19 janvier 1851 - 7 janvier 1915) est un chimiste néerlandais, conseiller étranger au Japon durant l'ère Meiji. Il est le premier à isoler l'acide shikimique en 1885  à partir de la badiane japonaise.

## Biographie

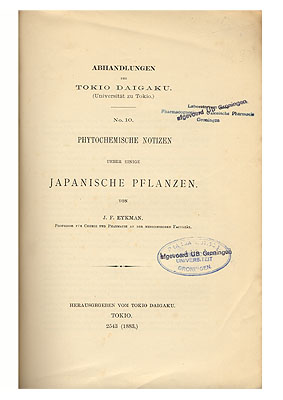
Phytochemische Notizen ueber einige Japanische Pflanzen (1883)

Il est l'un des huit enfants de Christiaan Eijkman, directeur d'une école locale, et de Johanna Alida Pool. Son frère Christiaan Eijkman (1858-1930) est un médecin et professeur de physiologie qui démontre que la maladie du béribéri est causée par une mauvaise alimentation, ce qui l'amène à découvrir les vitamines.

## Œuvres
- 1883 : Phytochemische Notizen ueber einige Japanische Pflanzen